# Pank-A-Squith
Pank-A-Squith ist ein historisches und politisches Brettspiel aus dem Jahr 1909, das von der britischen Women’s Social and Political Union für ihren Kampf für das Frauenwahlrecht entwickelt und herausgegeben wurde. Das an das Gänsespiel oder Schlangen und Leitern angelehnte Spiel illustriert den Kampf der Suffragetten um das Frauenwahlrecht in England sowie die zahlreichen Hindernisse und Rückschläge auf dem Weg zu ihrem Ziel.

## Hintergrund
Pank-A-Squith wurde in Deutschland hergestellt und zuerst am 22. Oktober 1909 in der Zeitschrift Votes for Women veröffentlicht. Benannt wurde das Spiel nach der Suffragette und Frauenrechtlerin Emmeline Pankhurst (1858–1928) und ihrem politischen Gegner, dem britischen Premierminister Herbert Asquith (1852–1928). Das Spiel wurde über das Netz von Läden der Women’s Social and Political Union vertrieben und verkauft.
Ziel des Spiels ist es, die Houses of Parliament zu erreichen, den Höhepunkt der Kampagne für das Frauenwahlrecht in England. Die Bilder erinnern an die Schattenseite und Rückschläge der Kampagne und verweisen auf polizeiliche Gewalt gegen Demonstrantinnen und die Zwangsernährung von inhaftierten Hungerstreikenden.

## Ausstattung und Spielweise
Das Spielmaterial von Pank-A-Squith besteht aus einem Spielbrett, einem Würfel sowie sechs Spielfiguren mit Schärpen in den Suffragette-Farben Grün, Weiß und Lila. Es wurde mit sechs bemalten und gegossenen Bleifiguren der Suffragetten verkauft und durch Szenen des Kampfes der Frauenbewegung illustriert. So sind auf Feld 6 Frauen zu sehen, wie sie Steine durch die Fenster des Innenministeriums werfen. Auf Platz 25 wird Emmeline Pankhurst am 29. Juni 1909 verhaftet, nachdem sie einem Polizisten mehrmals ins Gesicht geschlagen hatte, und auf Platz 43 ist eine Frau im Bett im Gefängnis abgebildet, die sich weigert zu essen.
Es handelt sich um ein Würfel-Brettspiel und ist an das Gänsespiel oder Schlangen und Leitern angelehnt. Gespielt wird es auf einem spiralförmig illustrierten Spielbrett und es kann von 2 bis 6 Spielerinnen gespielt werden. Jeder Spieler wählt zu Beginn des Spiels eine Suffragette und platziert diese außerhalb des Feldes 1. Die Spielerinnen würfeln nun und gehen so viele Felder vorwärts, wie sie Punkte geworfen haben. Immer, wenn eine Spielerin auf ein Aktionsfeld kommt, muss er die für dieses Feld angegebene Aktion durchführen:
- Feld 6: weicht der Polizei aus und muss zu ihrem Haus auf Feld 1 zurückkehren.
- Feld 7: die Anführerin bringt ihre Freunde zum Clements Inn auf Feld 17.
- Feld 11: Das bedeutet Verzögerung. Die „Suffragette“, die hier ankommt, setzt zwei Runden aus.
- Feld 13: Wenn zwei Suffragetten dieses Feld zusammen belegen, fühlt sich der Inspektor behindert und schickt sie beide zurück zum Feld Nr. 10.
- Feld 14: die Suffragette hier wird um zwei Felder zurückgeworfen.
- Feld 18: Ein Richter der Bow Street behält sich seine Entscheidung vor. Die „Suffragette“, die hier aussteigt, verpasst eine Runde.
- Feld 25: die Begegnung mit der mutigen Deputation bedeutet, nimm dein Glück selbst in die Hand und wirf erneut.
- Feld 30: das Unglück zu haben, dieses Feld zu erreichen, bedeutet zurück zu Feld 32.
- Feld 32: Noch schlimmer! Fang noch mal von vorne an.
- Feld 33: einmal aussetzen.
- Feld 36: einmal aussetzen.
- Feld 37: rausgeschmissen! Zurück zu 35.
- Feld 41: Meuterer werden auf die 42 geschickt.
- Feld 42: hier müssen Sie 2 Runden aussetzen.
- Feld 50: um das Ziel zu erreichen, muss die genaue Zahl geworfen werden; überzählige Punkte werden zurück gezählt.

Gewinnerin des Spiels ist die Mitspielerin, der zuerst das Zentrum des Spielfeldes und damit die Houses of Parliament erreicht.

## Belege
1. 1 2 3 4  Pank-A-Squith in der Spieledatenbank BoardGameGeek (englisch); abgerufen am 27. November 2018.
2. 1 2  Pank-A-Squith, (Memento des Originals vom 27. November 2018 im Internet Archive)  Info: Der Archivlink wurde automatisch eingesetzt und noch nicht geprüft. Bitte prüfe Original- und Archivlink gemäß Anleitung und entferne dann diesen Hinweis. Beschreibung auf der Website des Museum of London; abgerufen am 27. November 2018.
3. ↑  Pank-A-Squith, Beschreibung auf der Website des Museum of Australian Democracy; abgerufen am 27. November 2018.